# Epistemska skupnost
Epistemska skupnost označuje skupino ljudi (znanstvenikov), ki bodisi sprejemajo eno različico razlage bodisi sprejemajo eno različico validiranja razlage. V filozofiji znanosti in znanosti sistemov (systems science, Systemwissenschaft) se za postopek formiranja samostojnih epistemskih skupnosti včasih uporablja termin mentaliteta. (V polju politike, bi ji po analogiji ustrezal izraz frakcija.) Tisto, kar zagotavlja in omogoča kohezijo znanstvenega diskurza ter posledično združuje člane epistemske skupnosti, je po Foucaultu mathesis, (tj. zavezujoča in po standardnih, racionalnih pravilih strukturirana vednost oz. episteme).